# Gliese 667 Cc
Gliese 667 Cc é um exoplaneta que orbita uma estrela pertencente a um sistema estelar triplo e com baixa quantidade de elementos mais pesados que o hélio, conhecida como Gliese 667. O planeta era o mais promissor para se encontrar vida semelhante à nossa. Ele tem 4,39 vezes a massa da Terra e está na zona habitável, com temperatura capaz de abrigar água em estado líquido. Está a 22 anos-luz da Terra e orbita sua estrela em 28 dias. O estudo foi publicado em fevereiro de 2012 pela revista Astrophysical Journal Letters.
A descoberta prova que planetas rochosos podem se formar mesmo com estrelas de baixa metalicidade. A estrela é uma anã vermelha bem mais fria e pálida que o Sol, mas o planeta se situa a pouca distância, por isso recebe energia suficiente para a vida. Grande parte da luz é absorvida na faixa do infravermelho, garantindo temperaturas que permitem que a água se mantenha em estado líquido. É esse tipo de planeta que os astrônomos procuram atualmente.

## Características

### Massa, raio e temperatura
Gliese 667 Cc é uma super-Terra, um exoplaneta com massa e raio maior que o da Terra, mas menor que o dos planetas gigantes Urano e Netuno. É mais massivo do que a Terra, com uma massa mínima de cerca de 3,7 massas terrestres. A temperatura de equilíbrio do Gliese 667 Cc é estimada em 277,4 K (4,3 ° C; 39,6 ° F). Espera-se que tenha um raio de cerca de 1,5 R, dependendo de sua composição.

### Estrela Anfitriã
O planeta orbita uma estrela anã vermelha (tipo M) chamada Gliese 667 C, orbitada por um total de dois planetas. A estrela faz parte de um sistema de estrelas trinário, com Gliese 667 A e B sendo mais massivas que a companheira menor. Gliese 667 C tem uma massa de 0,31 M e um raio de 0,42 R. Tem uma temperatura de 3700 K, mas sua idade é pouco restrita, estima-se que tenha mais de 2 bilhões de anos. Em comparação, o Sol tem 4,6 bilhões de anos e a temperatura da superfície é de 5778 K. Esta estrela irradia apenas 1,4% da luminosidade do Sol a partir de sua atmosfera externa. Sabe-se que possui um sistema de dois planetas: reivindicações foram feitas por até sete, mas elas podem estar em erro devido à falta de explicação do ruído correlacionado nos dados de velocidade radial. Como as anãs vermelhas emitem pouca luz ultravioleta, os planetas provavelmente recebem quantidades mínimas de radiação ultravioleta.
Gliese 667 Cc é o segundo planeta confirmado fora de Gliese 667 C, orbitando ao longo do meio da zona habitável. De sua superfície, a estrela teria um diâmetro angular de 1,24 graus e pareceria ter 2,3 vezes o diâmetro visual do nosso Sol, como aparece da superfície da Terra. O Gliese 667 C teria uma área visual 5,4 vezes maior que a do Sol, mas ainda ocuparia apenas 0,003 por cento da esfera do céu do Gliese 667 Cc ou 0,006 por cento do céu visível quando diretamente acima do céu.
A magnitude aparente da estrela é 10,25, dando-lhe uma magnitude absoluta de cerca de 11,03. Está escuro demais para ser visto da Terra a olho nu, e telescópios menores ainda não conseguem resolvê-lo contra a luz mais brilhante das Gliese 667 A e B.

### Órbita
A órbita do Gliese 667Cc tem um eixo semi-principal de 0,1251 unidades astronômicas, tornando seu ano com 28.155 dias terrestres. Com base na luminosidade bolométrica de sua estrela hospedeira, o GJ 667 Cc receberia 90% da luz que a Terra recebe; no entanto, boa parte dessa radiação eletromagnética estaria na parte infravermelha invisível do espectro.

## Habitabilidade
Com base no cálculo da temperatura corporal negra, o GJ 667 Cc deve absorver radiação eletromagnética semelhante, mas um pouco mais geral que a Terra, tornando-o um pouco mais quente (277,4 K (4,3 ° C; 39,6 ° F)) e, consequentemente, colocando-o um pouco mais próximo do " borda interna "quente" da zona habitável que a Terra (254,3 K (-18,8 ° C; -1,9 ° F)). De acordo com a PHL, o Gliese 667 Cc é (a partir de julho de 2018) o quarto exoplaneta mais parecido com a Terra, localizado na zona habitável conservadora de sua estrela-mãe.
Sua estrela hospedeira é uma anã vermelha, com cerca de um terço da massa do Sol. Como resultado, estrelas como Gliese 667 C têm a capacidade de viver de 100 a 150 bilhões de anos, 10 a 15 vezes mais do que o Sol viverá.
O planeta provavelmente está trancado por uma maré, com um lado de seu hemisfério voltado permanentemente para a estrela, enquanto o lado oposto está envolto em eternas trevas. No entanto, entre essas duas áreas intensas, haveria um pedaço de habitabilidade - chamado de linha terminadora, onde as temperaturas podem ser adequadas (cerca de 273 K (0 ° C; 32 ° F)) para a existência de água líquida. Além disso, uma porção muito maior do planeta pode ser habitável se suportar uma atmosfera espessa o suficiente para transferir calor para o lado voltado para longe da estrela.
No entanto, em um artigo de 2013, foi revelado que o Gliese 667 Cc está sujeito a aquecimento das marés 300 vezes o da Terra. Isso se deve em parte à sua pequena órbita excêntrica em torno da estrela hospedeira. Por esse motivo, as chances de habitabilidade podem ser menores do que as inicialmente estimadas.

## Descoberta
O Gliese 667 Cc foi anunciado pela primeira vez em uma pré-impressão divulgada ao público em 21 de novembro de 2011 pelo grupo HARPS (Radial Velocity Planet Searcher) do Observatório Europeu do Sul (HARPS), usando o método da velocidade radial (método Doppler). O anúncio de um relatório de periódico arbitrado foi publicado em 2 de fevereiro de 2012 por pesquisadores da Universidade de Göttingen e da Carnegie Institution for Science e apoiando a descoberta do grupo ESO HARPS.

## Em ficção
O Gliese 667 Cc aparece na história "The Audience", de Sean McMullen, na edição de junho de 2015 da Analog Science Fiction and Fact. Na franquia Alien vs. Predator, o Gliese 667 Cc foi o primeiro planeta a ser terraformado, sendo feito pela Weyland Corporation em 2039. Também é mencionado no romance de 2015 Not Alone, de Craig A. Falconer. Este planeta também é destaque em Arkwright.